# Cichorium calvum
Cichorium calvum là một loài thực vật có hoa trong họ Cúc. Loài này được Sch.Bip. ex Asch. mô tả khoa học đầu tiên năm 1867.